# Pristomyrmex pollux
Pristomyrmex pollux är en myrart som beskrevs av Horace Donisthorpe 1944. Pristomyrmex pollux ingår i släktet Pristomyrmex och familjen myror. Inga underarter finns listade i Catalogue of Life.